# اروین کالسر
اروین کالسر (آلمانی: Erwin Kalser؛ ‏ ۱ ژانویهٔ ۱۸۸۳ – ۱ ژانویهٔ ۱۹۵۸) بازیگر اهل آلمان بود.
از فیلم‌ها یا برنامه‌های تلویزیونی که وی در آن نقش داشته‌است، می‌توان به نشانی ناشناخته، مأموریت به مسکو، بازداشتگاه شماره ۱۷، زیرزمین، در لباسی خیره‌کننده و روزهای بهشتی اشاره کرد.